# Биг Ривер (Саскачеван)
Биг Ривер (енгл. Big River) је урбано насеље са статусом варошице у централном делу канадске провинције Саскачеван. Налази се на деоници аутопута 55, на око 135 км северозападно од града Принц Алберт, односно на око 16 км западно од националног парка Принц Алберт. Лежи на југозападној обали вештачког језера Кауан насталог 1914. преграђивањем корита реке Биг по којој је насеље и добило име. 
Источно од вароши налази се и мањи аеродром.

## Историја
Насеље Биг Ривер основано је почетком прошлог века у подручју густе тајге северног Саскачевана, као центар за обраду и транспорт дрвета. Прва пилана отворена 1908. у наредних пар година је постала највећи привредни објекат овог типа у целој Британској империји, а број становника је премашио бројку од 3.000. Велики шумски пожар из 1919. је уништио целокупнан шумски фонд и то је био крај дрвне индустрије у насељу. Број становника се за свега пар година смањио на 500 житеља.

## Демографија
Према резултатима пописа становништва из 2011. у варошици је живело 639 становника у укупно 307 домаћинстава, што је за 12,2% мање у односу на 728 житеља колико је регистровано 
приликом пописа 2006. године.
| 2006. | 2011. |
| ----- | ----- |
| 728   | 639   |